# Bâlbâială
Bâlbâiala reprezinta deficenta de a pronunta cuvinte repede , sau mai multe idei . Aceasta situatie poate fi reparata citind cu voce tare , vorbind in public sau cu cineva.